# Antaragange, Bhadravati
Antaragange là một làng thuộc tehsil Bhadravati, huyện Shimoga, bang Karnataka, Ấn Độ.